# いつか見た空
『いつか見た空』（いつかみたそら）は、NHKのドラマ新銀河で1996年10月28日から11月21日まで放送された日本のテレビドラマ。

## 概要
バブル経済崩壊後のリストラが社会問題化していた時代を背景に、中堅広告代理店から子会社への出向を命じられたサラリーマンが、職場で受ける陰湿ないじめやサボタージュ、家庭の問題に苦悩しながらも、会社の再建と家族との絆を取り戻そうと奮闘する姿を描く社会派ドラマである。脚本の岩松了は、日常に潜む人間の悪意や心の機微を、時にコミカルに、時にシリアスに描き出している。
本作品が放送された「ドラマ新銀河」は、それまでの「銀河テレビ小説」をリニューアルし、若者層を意識した現代的なテーマの作品を多く制作した放送枠であった。

## あらすじ
大手広告代理店「第一広告」の課長である久野誠一郎は、突然、業績不振の子会社「つくし企画」の社長として出向を命じられる。事実上のリストラであったが、誠一郎は会社の立て直しを決意して新天地へ向かう。しかし、つくし企画の社員たちは、親会社から来た誠一郎を冷ややかに迎え、高木を中心とした社員たちによるサボタージュや陰湿ないじめが始まる。さらに家庭では、妻・明子との関係もぎくしゃくし、誠一郎は公私にわたって窮地に立たされることになるのであった。

## キャスト

### 久野家
- 久野誠一郎 - 中井貴一
主人公。大手広告代理店「第一広告」から、子会社「つくし企画」へ社長として出向を命じられる。
- 久野明子 - 松下由樹
誠一郎の妻。夫の出向を機に、パートを始める。
- 久野ミチル - 山田麻衣子
誠一郎と明子の娘。
- 久野タケ - 南美江
誠一郎の母。

### つくし企画
- 高木 - 渡辺いっけい
営業部の中心人物。誠一郎に対して反発し、様々な嫌がらせを行う。
- 君島 - 越智静香
営業部の社員。誠一郎に協力的な姿勢を見せる。
- 大内 - 田口浩正
営業部の社員。高木と行動を共にすることが多い。
- 事務員の女性 - 濱田万葉

### その他
- 野村昭子
- 螢雪次朗

## スタッフ
- 作 - 岩松了[1]
- 音楽 - 岩代太郎[1]
- 制作統括 - 峰島総生[1]、小見山佳典[1]
- 美術 - 佐々木和郎[1]、山内浩幹[1]
- 技術 - 大沼伸吉[1]
- 音響効果 - 矢島清[1]、稲葉護[1]
- 演出 - 片岡敬司[1]、篠原圭[1]
- 制作 - NHK

## 主題歌
- JUDY AND MARY「おめでとう」
作詞：YUKI、作曲：恩田快人、編曲：JUDY AND MARY
本曲は、オリコンチャート1位を記録したシングル『クラシック』のカップリング曲である。困難な状況から再生していく本作のストーリーを象徴するような、温かく前向きな歌詞とメロディーが特徴である。

## サブタイトル
以下に全16話のサブタイトルを示す。出典は放送当時の新聞テレビ欄およびテレビドラマデータベースによる。
1. 突然の辞令
2. フクシャチョー
3. 歓迎会
4. 新しい仕事
5. 社長の孤独
6. 妻の決意
7. 家族の食卓
8. 小さな反乱
9. 夫婦の危機
10. 女の意地
11. つくし企画の反撃
12. 誠一郎の賭け
13. 逆転
14. 妻への手紙
15. 親子の別れ
16. いつか見た空